# Tchiressoua Guel
Tchiressoua Guel est un footballeur international ivoirien né le 27 décembre 1975 à Sikensi. 
Formé à l'ASEC Mimosas, il remporte en 1997, le titre de meilleur joueur du championnat national.
En 1998 il a remporté la ligue africaine des champions avec son club formateur. 
Il était très aimé des supporters du FC Lorient, club dans lequel il a d'ailleurs gagné la Coupe de France en 2002 face à Bastia. Il a disputé son premier match en Ligue 1 le 6 février 1999 sous les couleurs de l'OM lors d'un match au Stade Vélodrome contre Bastia.

## Carrière
- 1993-1998 : ASEC Mimosas  Côte d'Ivoire
- 1998-1999 : Olympique de Marseille  France
- 1999-2001 : AS Saint-Étienne  France
- 2001-2004 : FC Lorient  France
- 2004-2005 : Ankaragücü  Turquie
- 2004-2005 : AS Nancy-Lorraine  France
- 2005-2006 : FC Lorient  France
- 2007-2008 : Ironi Kiryat Shmona  Israël

## Palmarès
- Vainqueur de la Coupe d'Afrique des clubs champions en 1998
- Finaliste de la Coupe d'Afrique des clubs champions en 1995
- Vainqueur de la Coupe de France en 2002
- Finaliste de la Coupe de la Ligue en 2002
- Finaliste du Trophée des champions en 2002